# Bill Gooing
William Henry „Bill” Gooing (ur. 1874 w Penistone; zm. 1969) – angielski piłkarz. Grał jako napastnik.

## Kariera
Gooing karierę rozpoczynał w juniorskim zespole Penistone Wath. W 1895 roku przeszedł do Sheffield Wednesday. Spędził tam dwa sezony. W tym czasie zagrał tam trzy ligowe mecze i strzelił jedną bramkę, w zremisowanym 1:1 meczu z Birmingham City. W 1897 roku przeszedł do Chesterfield. Zadebiutował tam 4 września 1897 roku w meczu z Burton Wanderers. W 1899 roku jego klub rozpoczął grę w drugiej lidze. Do 1901 roku strzelił 25 bramek w 63 meczach.
W listopadzie 1901 roku Gooing przeszedł do Woolwich Arsenal, gdzie zadebiutował 16 listopada w wygranym 2:0 meczu z Newton Heath. Przez następne trzy sezony był podstawowym graczem klubu. W linii ataku grał z Timem Coleman i Tommym Shanksem. W sezonie 1903/1904 Arsenal awansował do pierwszej ligi i trójka ta zdobyła 66 goli.
Po awansie klubu Gooing stracił miejsce w klubie na korzyść Charliego Satterthwaite'a. Mimo to zagrał w pierwszym meczu drużyny w First Division. Było to spotkanie z Newcastle United. W 1905 roku Gooing przeszedł do Northampton Town i tego samego roku zakończył karierę piłkarską. Łącznie dla Arsenalu zagrał 106 razy, strzelając 48 goli. W 1969 roku zmarł, mając 95 lat.